# ゲルベルガ・フォン・ブルグント
ゲルベルガ・フォン・ブルグント（ドイツ語：Gerberga von Burgund, 965/6年 - 1018/9年7月7日）は、ヴェルル伯ヘルマン1世の妃、のちシュヴァーベン公ヘルマン2世の妃となった。

## 生涯
ゲルベルガはブルグント王コンラートと西フランク王ルイ4世の娘マティルドの間の娘としてアルルで生まれた。父方の叔母は、神聖ローマ皇帝オットー1世の妃アーデルハイトである。母を通して、ゲルベルガはカール大帝の子孫にあたる。
978年ごろ、ゲルベルガはヴェルル伯ヘルマン1世（ドイツ語版）と結婚した。ヘルマン1世は985年から988年の間に死去した。ヘルマン1世との間にゲルベルガは以下の子女をもうけた。
- ヘルマン2世（980年頃 - 1025年） - ヴェルル伯
- ルドルフ（リウドルフ）（982/6年 - 1044年）
- ベルンハルト1世（983年頃 - 1027年）

ゲルベルガは988年にシュヴァーベン公ヘルマン2世と再婚した。ヘルマン2世との間に以下の子女をもうけた。
- マティルデ[6]（988頃 - 1031/2年） - ケルンテン公コンラート1世と結婚、上ロートリンゲン公フリードリヒ2世と結婚、バレンシュテット伯エジコ（アスカーニエン家）と結婚。
- ギーゼラ（989/990年 - 1043年） - ブラウンシュヴァイク伯ブルノ1世（ブルノン家）と結婚、シュヴァーベン大公エルンスト1世と結婚、神聖ローマ皇帝コンラート2世と結婚[6] 。
- ベルトルト（992年 - 993年）
- ヘルマン3世（994/5年 - 1012年） - シュヴァーベン大公（1003年 - 1012年）[6]
- ベアトリクス（1025年2月25日以降没） - ケルンテン公アダルベロと結婚[6][7]

997年9月、ローマ王オットー3世はゲルベルガの勧めにより、シュトックハウゼンの領地をメシェデの女子修道院に寄贈した。シュトックハウゼンはヴェルル伯領内のロヒトロップにあった。997年にはヴェルル伯領はゲルベルガが最初の結婚でもうけた息子ヘルマン2世が支配していた。歴代のヴェルル伯はこの女子修道院と長年にわたり関係があった。ヘルマン2世の父ヘルマン1世はメシュデ修道院の支援者であり、同家の先祖の一人ヘルマンも913年に修道院の支援を行っている。メシェデ修道院は、9世紀のヴェルル伯家の一員であるエムヒルディスが創建したと考えられている。
1000年5月、オットー3世はエーディンゲン女子修道院を自らの庇護下におく旨の特許状を発行している。この特許状には、ヴェルル伯領のロヒトロップにあったこの女子修道院はゲルベルガが息子ヘルマン2世の許しを得て創建したと記されている。1042年、ゲルベルガの孫娘ゲルベルガ（ヘルマン2世の娘）がエーディンゲン女子修道院長となっている。
ゲルベルガはバイエルンのノルトガウ辺境伯領で死去した。記録によると、ゲルベルガは1018年か1019年の7月7日に死去したという。